# Dominic Lobalu
Dominic Lokinyomo Lobalu (Chukudum, 16 de agosto de 1998) es un deportista sursudanés que compite en atletismo, especialista en las carreras de fondo.
Nació en Sudán, pero vivió en Nairobi (Kenia) como refugiado a partir de los 10 años. Desde 2019 reside en Suiza, y representa internacionalmente a este país desde 2024.
Participa en los Juegos Olímpicos de París 2024 representando al Equipo Olímpico de Refugiados.
Ganó dos medallas en el Campeonato Europeo de Atletismo de 2024, oro en 10 000 m y bronce en 5000 m.

## Palmarés internacional
| Campeonato Europeo | Campeonato Europeo | Campeonato Europeo | Campeonato Europeo |
| Año                | Lugar              | Medalla            | Prueba             |
| ------------------ | ------------------ | ------------------ | ------------------ |
| 2024               | Roma (Italia)      | Medalla de oro     | 10 000 m           |
| 2024               | Roma (Italia)      | Medalla de bronce  | 5000 m             |